# Ascanio Colonna
Ascanio Colonna, né le 3 avril 1560 à Marino (Rome, alors capitale des États pontificaux) et mort à Palestrina (Rome) le 17 mai 1608, est un cardinal italien du XVIe siècle et du début du XVIIe siècle.
Les autres membres de la famille Colonna ayant été cardinaux sont : Giovanni Colonna (1212), Jacopo Colonna (1278), Pietro Colonna (1288), Giovanni Colonna (1327), Agapito Colonna (1378), Stefano Colonna (1378), Oddone Colonna, le pape Martin V (1405), Prospero Colonna (1426), Giovanni Colonna (1480), Pompeo Colonna (1517), Marco Antonio Colonna, seniore (1565), Girolamo Colonna (1627), Carlo Colonna (1706), Prospero Colonna (1739), Prospero Colonna di Sciarra (1743), Marcantonio Colonna (1759), Pietro Colonna (1766) et Benedetto Barberini (1826).

## Biographie
Ascanio Colonna étudie à l'université de Salamanque et à l'université d'Alcalá de Henares. Il est nommé abbé de Santa Sofia à Bénévent.
Le pape Sixte V le crée cardinal-diacre lors du consistoire du 16 novembre 1586.
Il participe au premier conclave de 1590 (élection d'Urbain VII), au deuxième conclave de 1590 (élection de Grégoire XIV), au conclave de 1591 (élection d'Innocent XI) et au conclave de 1592 (élection de Clément VIII). Il ne participe pas aux deux conclaves de 1605 (élection de Léon XI et Paul V).
Colonna est archiprêtre de la basilique Saint-Jean-de-Latran, abbé commendataire de l'abbaye territoriale de Subiaco et vice-roi de Saragosse. Le cardinal Colonna est notamment grand-prieur de Venise, protecteur de Flandre et vice-roi d'Aragon. Le cardinal Agostino Valier lui dédie six livres della Consolazione. Colonna est un ami intime de Giuseppe Calasanzio, futur saint et fondateur des piaristes. Il est consacré le 11 juin 1606 cardinal-évêque de Palestrina par Paul V avec comme co-consécrateurs Ottavio Bandini et Carlo Conti